# Pterocheilus chobauti
Pterocheilus chobauti är en stekelart som beskrevs av Dusmet 1928. Pterocheilus chobauti ingår i släktet palpgetingar, och familjen Eumenidae.

## Underarter
Arten delas in i följande underarter:
- P. c. calefactus
- P. c. chlorodyneroides